# Vinai
Vinai (estilizado como VINAI) es un dúo italiano de raperos/DJ's/productores de música electrónica creado en el año 2011 por los hermanos Andrea Vinai  (n. Brescia, Italia, 10 de enero de 1994) y Alessandro Vinai (n. Brescia, Italia, 25 de enero de 1990). Después de trabajar un tiempo y producir sus canciones por separado, en 2011 decidieron unirse para crear el dúo VINAI. El éxito comenzó con la publicación del sencillo "Raveology", junto con el dúo DVBBS, lanzado el 13 de enero de 2014 por la discográfica Spinnin' Records.

## Historia
Andrea Vinai y Alessandro Vinai nacieron en Brescia, Italia, en 1990 y 1994. Desde pequeños mostraron interés por la música electrónica, y empezaron a crear por separado sus propias pruebas de sonido y hasta algunas canciones, tiempo después, en 2011, decidieron unirse para formar el dúo VINAI. Después de probar varios sonidos y estilos de música electrónica, encontraron su propia inspiración en el estilo Club y House de los mayores artistas del momento. En 2013 firmaron con Time Records, y lanzaron el sencillo que los lanzó a la fama, "Hands Up", que recibió el apoyo de los mayores artistas internacionales, como Tiesto, Showtek, DVBBS, Deorro, Quintino, Deniz Koyu, Danny Avila, MAKJ, DJ BL3ND, Lucky Date, Gregori Klosman, Nari & Milani y muchos otros. Continuaron con un remix de "Starlight of Axtone" de Don Diablo, el cual fue tocado también por MAKJ, Sander Van Doorn, Pete Tong & La Fuente. La colaboración de VINAI con Error404, en una canción llamada "Bullet", la cual le dio el reconocimiento de artistas como DJ BL3ND.
Siguiendo con el tema de colaboraciones, Vinai también se unió con el rey de la música italiana de los 90 Prezioso, para crear "Reset", y con Micha Moor para crear el track de house progresivo "Core".
En 2014, Vinai se unió a Spinnin' Records, y junto con el dúo canadiense DVBBS, lanzaron el sencillo "Raveology", la cual se ganó el reconocimiento de algunos de los DJ's más famosos incluyendo a Hardwell, David Guetta, Dimitri Vegas & Like Mike, Diplo, Afrojack, Showtek, W&W, Martin Garrix, Armin Van Buuren, Sander Van Doorn, R3hab, NERVO, Ummet Ozcan y muchos otros. La versión oficial de "Raveology" fue premiada en Billboard, la lista de música más famosa y prestigiosa, y en menos de una semana alcanzó el #1 en la lista principal de Beatport, transformándose en uno de los mayores himnos electrónicos del año.

## Ranking DJMag
| DJ    | 2014 | 2015 | 2016 | 2017 | 2018 | 2019 | 2020 | 2021 | 2024 |
| ----- | ---- | ---- | ---- | ---- | ---- | ---- | ---- | ---- | ---- |
| VINAI | 62°  | 43°  | 37°  | 32°  | 26°  | 28°  | 39°  | 51°  | 52°  |

## Sencillos
2013
- Bad Boys (con Alex Gray) (Time Records)
- Hands Up (Time Records)
- Pullover (con Dr.Space) (Bootylicious Records)
- Bullet (con Error404) (FREE DOWNLOAD)
- Discovery (Virus T Studio)
- Reset (con Prezioso) (Downright)
- Core (con Micha Moor) (Scream & Shout Music)

2014
- Raveology (con DVBBS)  (Spinnin' Records)
- Bounce Generation (con TJR) (Spinnin' Records)
- How We Party (con R3hab) (Spinnin' Records)

2015
- Louder (con Dimitri Vegas & Like Mike) (Spinnin' Records)
- Legend (Spinnin' Records)
- The Wave (feat. Harrison) (Spinnin' Records)
- Frontier (con SCNDL) (Spinnin' Records)
- Techno (Spinnin' Records)
- Get Ready Now (Spinnin' Records)

2016
- Sit Down (con Harrison) (Spinnin' Records)
- LIT (con Olly James) (Spinnin' Records)
- Into The Fire (feat. Anjulie) (Spinnin' Records)
- Zombie (FREE DOWNLOAD)
- Stand by Me (con Streex feat. Micky Blue) (Spinnin' Records)

2017
- Our Style (FREE DOWNLOAD)
- Where The Water Ends (con Anjulie) (ZEROTHIRTY)
- Time for the Techno (con Carnage) (Spinnin' Records)
- Take My Breath Away (con 22Bullets feat. Donna Lugassy) (Musical Freedom)
- Parade (Spinnin' Records)

2018
- Everything I Need (con Redfoo) (Spinnin' Records)
- Out Of This Town (con Hardwell feat. Cam Meekins) (Revealed Recordings)

2019
- WILD (feat. Fatman Scoop) (ZEROTHIRTY)
- Break The Beat (con Harris & Ford) (Scorpio Music)
- 5AM (con Aly Ryan) (ZEROTHIRTY)
- How I Like It (ZEROTHIRTY)

2020
- Rise Up (feat. Vamero) (Spinnin' Records)
- On N On (feat. Leony) (Spinnin' Records)
- Up All Night (con Hard Lights feat. Afrojack) (Wall Recordings/Spinnin' Records)
- I Was Made (con Le Pedre) (Wall Recordings/Spinnin' Records)

2021
- Superman (con Paolo Pellegrino feat. Shibui) (Epic/Sony Music)
- Melody (con Ray Dalton) (Epic/Sony Music)
- Touch (Spinnin' Records)
- Hide Away (con LA Vision) (Spinnin' Records)
- Tension (con Paradigm) (Epic/Sony Music)

2022
- Abbronzatissima (con HÄWK) (Spinnin' Records)
- That Way (con Vamero feat. Chris Crone) (Epic/Sony Music)
- Raindrops (con Stefy De Cicco feat. Jessica Chertock) (Epic/Sony Music)
- Running To You (con Moonshine y Madism feat. Caden) (Signatune/Sony Music)
- Ghost Town (con John De Sohn) (LoudKult)
- In The Dark (con Lucas Estrada y Moonshine feat. Polarwulf) (Signatune/Sony Music)

2023
- I Don't Mind (con Dubdogz y Malou feat. Selva) (Spinnin' Records)
- Eternal (con Olly James) (SINPHONY/Spinnin' Records)
- The Sinner (con Naeleck y Raakmo) (Rave Culture)
- Gangster (con W&W) (Rave Culture)
- Voices (con Movada) (Spinnin' Records)
- Boyz In Paris (con Marnik y Naeleck) (Signatune/Sony Music)
- Believe (con Alexandra Stan) (Spinnin' Records)

2024
- Follow The Stars (con Raakmo) (DRAGON X)
- You Spin Me Round (Like A Record) (con NOBILEE y Julian K) (DRAGON X)
- Whenever You Are (con Tungevaag) (DRAGON X)
- Me & My Heart (DRAGON X)

### Remixes
2013
- 2013: Hardwell & MAKJ vs Mauro Picotto - Countdown Komodo (VINAI Edit)
- 2013: Krewella vs TJR - Live For The What's Up Suckaz (VINAI Edit)
- 2013: Sick Individuals & Axwell - I Am (VINAI Remix)
- 2013: Dimitri Vegas & Like Mike vs Felguk & Tujamo - Nova Zombie Nation (VINAI Edit)
- 2013: Calvin Harris vs Sunnery James & Ryan Marciano,DubVision - I Need Your Triton Love (VINAI Mashup)
- 2013: Steve Aoki, Chris Lake, Tujamo vs Guns N Roses - Paradise Boneless City (VINAI Edit)
- 2013: VINAI - Hands Up (VINAI Festival Trap Edit)
- 2013: Don Diablo & Matt Nash - Starlight (Could You Be Mine) (VINAI Remix)
- 2013: David Guetta, glowinthedark & Harrison vs. Nirvana - Smells Ain't A Party (VINAI Mashup)
- 2013: Rest Of My Paradise Life (VINAI Mashup)
- 2013: PSY - Gentleman (VINAI Dubstep Bootleg)
- 2013: Scooter vs. Danny Avila - J'adore Tronco (VINAI Edit)

2014
- 2014: Tiësto, Futuristic Polar Bears & Linkin Park - Back To Maximal Numb (VINAI Edit)
- 2014: David Guetta, Martin Garrix, Bassjackers, Merzo - Shot Me Crackin (VINAI Edit)
- 2014: R3hab, Ummet Ozcan, Nervo, Steve Aoki, Linkin Park & Deniz Koyu - Revolution Ruby Lights (VINAI Mashup)
- 2014: Zedd vs New World Sound & Thomas Newson - Stay The Flute Night (VINAI Edit)
- 2014: Micha Moor - Space (VINAI Remix)
- 2014: R3hab ft. Eva Simons - Unstoppable (VINAI Remix)
- 2014: R3hab ft. Trevor Guthrie - SoundWave (VINAI Remix)
- 2014: David Guetta ft.Emeli Sandé - What I Did For Love (VINAI Remix)

2015
- 2015: Steve Aoki ft.Luke steele - Neon Future (VINAI Remix)

2016
- 2016: Redfoo - Keep Shining (VINAI Remix)

2017
- 2017: The Chainsmokers - Paris (VINAI Remix)
- 2017: Redfoo - Brand New Day (VINAI Remix)[2]